# ТЕС Тальха
ТЕС Тальха — теплова електростанція на півночі Єгипту в дельті Нілу, розташована за 50 км на південний захід від Дамієтти.
Перша черга ТЕС складалась із введених у 1979—1980 роках восьми газових турбін потужністю по 25 МВт. Це була перша із трьох (далі були ТЕС Ель-Сейюф та ТЕС Махмудія) газотурбінних станцій такої потужності, зведених у дельті Нілу на тлі початку газовидобутку в країні.
В 1989-му станція Тальха пройшла модернізацію та стала першою в Єгипті, яку перевели на роботу в комбінованому парогазовому циклі. Для цього її доповнили двома паровими турбінами потужністю по 46 МВт, кожна з яких живилась від чотирьох котлів-утилізаторів, які в свою чергу отримували енергію після газових турбін. Таким чином, було створено два блоки комбінованого циклу, що істотно підвищувало паливну ефективність. Можливо відзначити, що станом на осінь 2017 року внаслідок зносу обладнання потужність введених у 20-му столітті газових турбін зменшилась з 25 до 19 МВт, а парових з 46 до 40 МВт.
У середині 1990-х на ТЕС спорудили два класичні конденсаційні блоки потужністю по 210 МВт, обладнані паровими турбінами Skoda (станція Тальха 210).
В 2006—2010 роках на майданчику станції ввели в експлуатацію ще один енергоблок, виконаний за технологією комбінованого парогазового циклу. Він обладнаний двома газовими турбінами компанії Siemens типу V94.3A, які через котли-утилізатори живлять одну парову турбіну компанії Alstom. Потужність кожної з турбін становить 250 МВт (станція Тальха 750).
Забір води охолодження відбувається в одному з рукавів дельти Ніла.
Постачання палива відбувається через газопровід Абу-Маді – Тальха.